# Norellia tipularia
Norellia tipularia är en tvåvingeart som först beskrevs av Fabricius 1794.  Norellia tipularia ingår i släktet Norellia och familjen kolvflugor. Inga underarter finns listade i Catalogue of Life.